# Leptodiaptomus dodsoni
Leptodiaptomus dodsoni is een eenoogkreeftjessoort uit de familie van de Diaptomidae. De wetenschappelijke naam van de soort is voor het eerst geldig gepubliceerd in 1999 door Elías-Gutiérrez, Suárez-Morales & Romano-Márquez.